# Milan Malinovsky
Milan Malinovsky (* 14. srpna 1976 Bratislava), dříve Milan Ješko, je slovenský skladatel, textař, zpěvák a herec. Vystudoval konzervatoř v Bratislavě a v roce 2002 muzikálové herectví na Divadelní fakultě Janáčkovy akademie múzických umění v Brně.

## Hudba
- Nela Pocisková: "Len tak za mnou príď" (autor hudby a textu).
- 4 Tenoři: "Vzlétnu jak Fénix" (autor českého přebásnění písně "Rise Like A Phoenix" od Conchita Wurst ).
- 4 Tenoři: "Jen díky snům" (autor českého přebásnění písně "A Million Dreams" z hudebního filmu The Greatest Showman ).
- Šárka Vaňková: "Křídla" (duet s Milanem Malinovskym, autor hudby a textu).
- Mirka Partlová: "Vždy budeš môj" (autor hudby a textu).
- Mirka Partlová: "Sen ti dá nádej" – titulná píseň televizní pohádky Rozhlas a televize Slovenska "Orest z rodu čarodejníkov", ve kterém hlavni postavu ztvárnila Petra Palevičová.
- Norbert Peticzky a Mirka Partlová: "Pôjde, čo nejde" (autor hudby a textu).
- V roce 2023 se svým koncertním programem vystoupil na festivalech Colours of Ostrava, Votvírák a FM City Fest
- V roce 2023 vydal své debutové mini-album s názvem Brázdy, který vyprodukoval Ondřej Škoch.
- Soutěžil v semifinále autorsko-interpretační soutěže CocaCola Popstar.
- Je autorem koncertního projektu MINIMALINIZMUS, ve kterém Mirka Partlová a Matej Koreň zpívali jeho písně.

## Dílo
- Muzikál Téměř pyšná princezna (autor hudby, textů, spoluautor námětu, muzikál uvádí Divadlo bez masky))
- Muzikál Obušku, z pytle ven! (autor hudby a textů písní, muzikál uvádí Bratislavské loutkové divadlo)
- Muzikál Rent (překlad světoznámého amerického muzikálu do češtiny a do slovenštiny)
- muzikál FAME jr. (překlad světoznámého amerického muzikálu do češtiny)
- Muzikál Princezna v myším kožíšku (autor)
- Muzikál Trick Trejsy (autor textů písní Nic není jisté a S pravdou ven)

## Divadlo
- Michal v muzikálu Děti ráje 2 (Carousel productions).
- Čusbus v muzikálu Děti ráje 2 (Carousel productions).
- Otec Winter v muzikálu Robinson Crusoe (Divadlo Na Maninách, Praha).
- Otec Honzy v muzikálu Čas růží (Hudební divadlo Karlín, Praha).
- Eddie Ryan v muzikálu Funny Girl (Divadlo F.X. Šaldy, Liberec).
- Hrabě Kapulet v muzikálu Romeo a Julie autora Gérarda Presgurvice.
- Juraj Jánošík v představení "Na skle malované" (Nová scéna Bratislava).
- Perčík v muzikálu Šumař na střeše (Nová scéna Bratislava).
- Frank-N-furter v díle "Rocky Horror Show" (Divadlo Aréna, Bratislava).

a další.

## Televize
- Účinkuje jako obhájce v seriálu TV Barrandov Soudkyně Barbara.
- Hrál hlavní postavu v denním seriálu TV JOJ Ochrancovia.
- Hrál hlavní postavu v denním krimi seriálu TV Markíza Ve jménu zákona.
- Účinkoval v seriálech Panelák, Susedské prípady, Detektív Kripta

a další.